# Brauner Senf
Der Braune Senf (Brassica juncea), auch Indischer Senf, Sareptasenf oder Ruten-Kohl, Orientalischer Senf genannt, ist eine Pflanzenart aus der Gattung Kohl (Brassica) innerhalb der Familie der Kreuzblütengewächse (Brassicaceae). Die Heimat ist Asien, sie ist aber auch in anderen Teilen der Welt eingebürgert. Sorten dieser Art werden vielfältig genutzt.

## Beschreibung

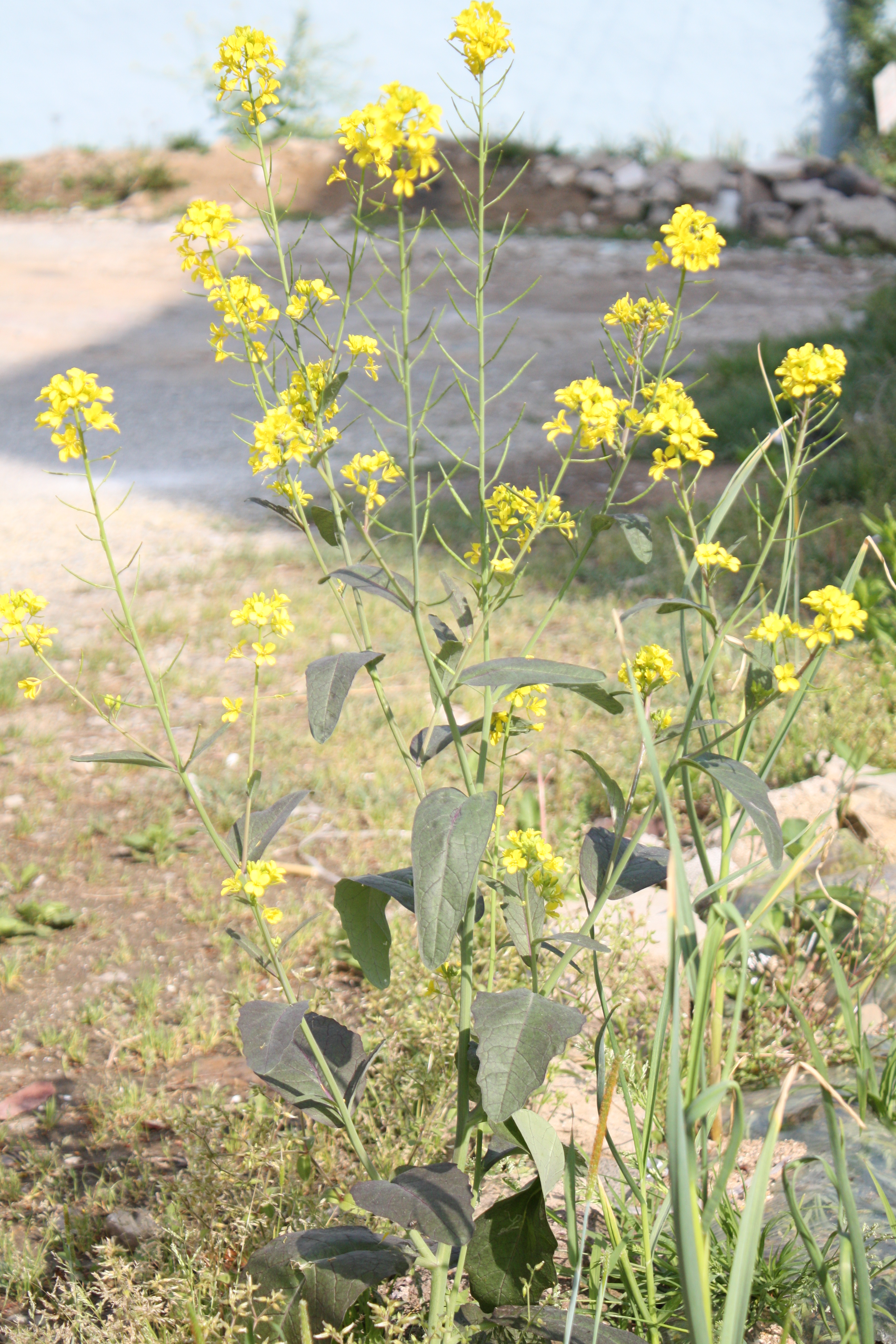
Habitus, Blütenstand, Blüten und Früchte von Brassica juncea var. juncea

### Vegetative Merkmale
Brauner Senf wächst als einjährige krautige Pflanze und erreicht Wuchshöhen von meist 30 bis 100 (20 bis 180) Zentimetern. Einige Formen besitzen fleischige Pfahlwurzeln. Die oberirdischen Pflanzenteile sind meist flaumig behaart und manchmal etwas rötlich bis bläulich. Die aufrechten Stängel sind meist im oberen Bereich verzweigt.
Die am Stängel verteilten Laubblätter sind in Blattstiel und Blattspreite gegliedert. Die Blattstiele sind im unteren Bereich des Stängels länger und werden je weiter oben laufend kürzer; sie sind meist 2 bis 8 (1 bis 15) Zentimeter lang. Die Blattspreite ist bei einer Länge von 6 bis 30 (4 bis 80) Zentimetern sowie einer Breite von 1,5 bis 15, selten bis zu 28 Zentimetern eiförmig, länglich bis lanzettlich oder je weiter unten leierförmig bis fiederteilig. Der Blattrand kann glatt bis gezähnt sein.

### Generative Merkmale
Die Blütenstiele sind 1,5- bis 5,5-mal so lang wie die Kelchblätter, bis zur Fruchtreife wachsen sie bis auf meist 0,8 bis 1,5 (0,5 bis 2) Zentimeter.
Die zwittrigen Blüten sind vierzählig. Die vier ausgebreiteten, länglichen Kelchblätter sind meist 4 bis 6 (3,5 bis 7) Millimeter lang und 1 bis 1,7 Millimeter breit. Die vier 3 bis 6 Millimeter lang genagelten, gelben Kronblätter sind meist 8 bis 11 (6,5 bis 13) mm lang und 5 bis 7,5 Millimeter breit. Es sind sechs Staubblätter vorhanden. Die Staubfäden sind 4 bis 7 mm und die länglichen Staubbeutel sind 1,5 bis 2 Millimeter lang.

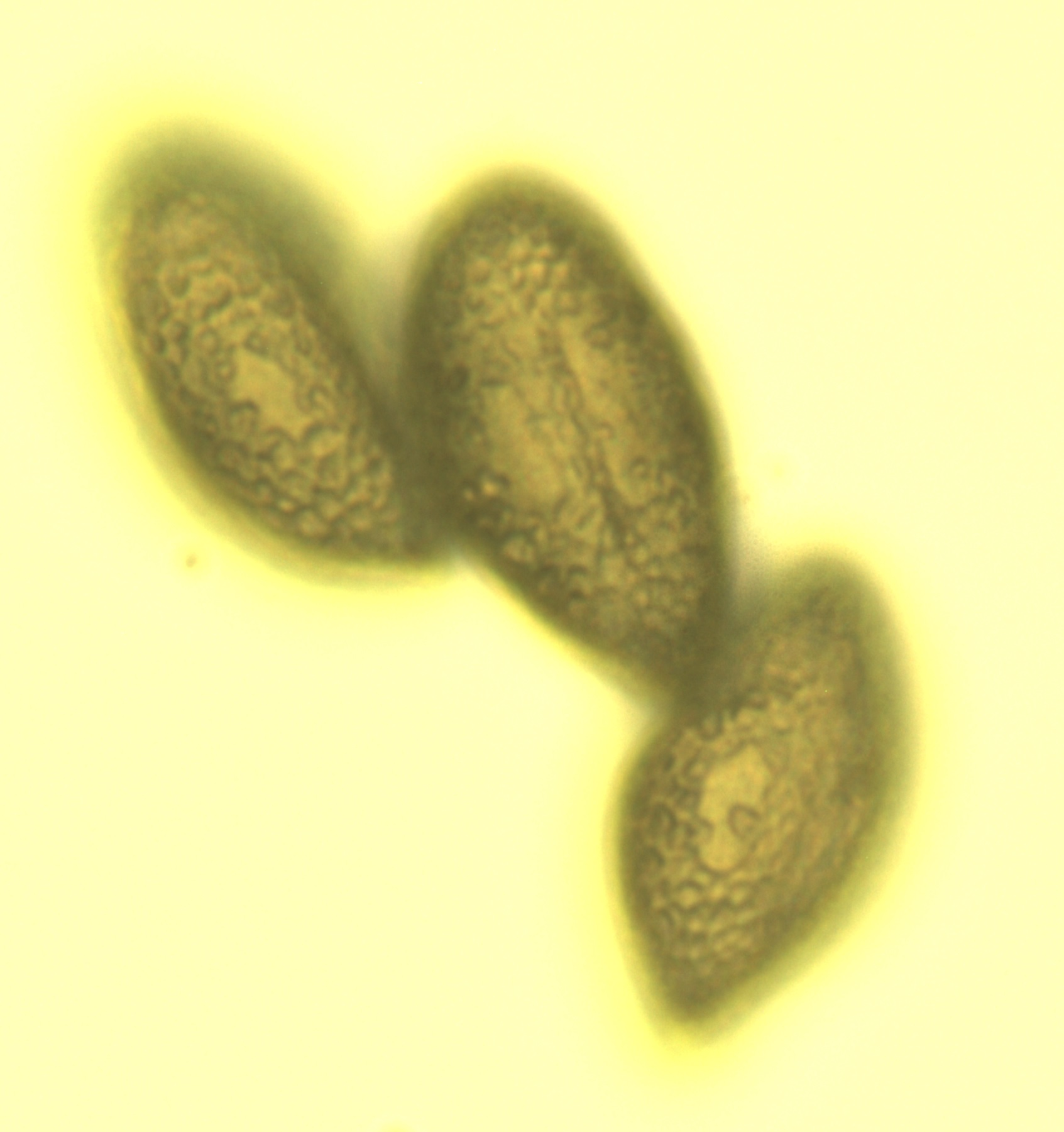
Pollenkörner vom Braunen Senf (400×)

Die Früchte sind oberhalb des Kelchs nicht gestielt, es ist also kein Fruchtträger vorhanden. Die Schoten sind bei einer Länge von meist 3 bis 5 (2 bis 6) Zentimetern und bei einem Durchmesser von 3 bis 4, selten bis zu 5 Millimetern länglich, bleistiftförmig bis etwas vierkantig. Der Fruchtschnabel ist 5 bis 12 Millimeter lang. Die Fruchtsegmente enthalten jeweils 6 bis 15, selten bis 20 Samen und das oberste Segment enthält keinen Samen. Die dunkel- bis hellbraunen Samen sind kugelig mit einem Durchmesser von 1 bis 1,7 Millimeter und besitzen eine leicht netzartige Oberfläche.
Die Chromosomenzahl beträgt 2n = 36.

## Ökologie und Phänologie
Die Blütezeit reicht von März bis Juni. Die Früchte reifen zwischen April und Juli.
Brauner Senf ist selbstfertil und wird von Insekten bestäubt.

## Inhaltsstoffe
Die Samen enthalten Allylsenföl und Sinigrin. In den Wurzeln wurden Gluconasturtiin und Sinigrin und in grünen Teilen auch noch Gluconapin und Glucobrassicanapin festgestellt.

## Nutzung
Die Blätter, Blütenstände und Blüten sind roh und gegart essbar. Die Samen werden als Gewürz verwendet und enthalten zu 25 bis 30 % ein zum Verzehr geeignetes Öl. Die unterirdischen Pflanzenteile mancher Formen können gegessen werden. Die Keimlinge werden als Salat gegessen.
Die Samen werden zur Herstellung von Tafelsenf verwendet, vor allem für Dijon-Senf. Die verdickten Sprossen der Varietät Brassica juncea var. tsatsai werden in der chinesischen Küche milchsauer eingelegt und sind als Tsa Tsai oder „Sezuangemüse“ bekannt. Die Sorte ‘Red Giant’ wird als Baby-Leaf (Japanese Green oder Oriental Green) verwendet.
Für die Ölgewinnung (Ölsaat) wird Brauner Senf genauso genutzt wie Raps (Brassica napus), Öle aus beiden Pflanzen besitzen vergleichbare Eigenschaften und werden im Handel nicht unterschieden. Die überwinternde, im Vorjahr gesäte Form (Wintersaat) wurde traditionell in großen Teilen Chinas angebaut, ist aber heute weitgehend von ertragreicheren Raps-Sorten verdrängt worden. Die im Frühling des Erntejahrs ausgesäte Form (Sommersaat) ist in Indien bis heute von hoher Bedeutung, sie macht hier etwa 90 Prozent der Ölsaaten aus.
Medizinische Wirkungen wurden untersucht.

### Phytosanierung
Der Braune Senf wird zur Phytosanierung von bleiverseuchten Böden eingesetzt. Hierzu werden die Pflanzen auf den Böden aufgezogen, und diese anschließend mit EDTA versetzt. Die Pflanzen nehmen die Pb(II)-EDTA Komplexe auf und sterben daraufhin ab. Die bleihaltigen Pflanzenteile werden entsorgt. Eine vollständige Phytoextraktion kontaminierter Böden kann mehrere Jahre in Anspruch nehmen.

## Systematik
Die Erstveröffentlichung erfolge 1753 unter den Namen (Basionym) Sinapis juncea durch Carl von Linné in Species Plantarum, Tomus II, S. 668–669. Die Neukombination zu Brassica juncea (L.) Czern. wurde 1859 durch Vassiliĭ Matveievitch Czernajew in Conspectus Plantarum circa Charcoviam et in Ucrania sponte crescentium et vulgo cultarum veröffentlicht. Weitere Synonyme Brassica juncea (L.) Czern. sind: Brassica chenopodiifolia Sennen & Pau, Brassica timoriana (DC.) F.Muell., Sinapis japonica Thunb., Sinapis rugosa Roxb.
Zur Art Brassica juncea gehören je nach Autor folgende Unterarten und Varietäten (Auswahl):
- Brauner Senf oder Sarepta-Senf (Brassica juncea (L.) Czern. var. juncea, Syn.: Brassica juncea var. agrestis Prain), auch Indischer Senf, Russischer Senf oder Orientalischer Senf genannt.
- Breitblättriger Senf (Brassica juncea subsp. integrifolia (H.West) Thell., Syn.: Brassica juncea var. rugosa (Roxb.) M.Tsen & S.H.Lee) mit der Sorte Roter Senf ‘Red Giant’.
- Brassica juncea var. cuneifolia (Roxb.) Kitam.
- Chinesischer Senf (Brassica juncea var. crispifolia L.H.Bailey)
- Brassica juncea (L.) Czern. var. foliosa L.H.Bailey
- Brassica juncea var. japonica (Thunb.) L.H.Bailey (Syn.: Brassica japonica Sieb., Sinapis japonica Thunb.)
- Hornsenf (Brassica juncea var. linearifolia V.G.Sun)
- Brassica juncea var. longidens L.H.Bailey
- Grün-im-Schnee (Brassica juncea var. multiceps M.Tsen & S.H.Lee)
- Brassica juncea subsp. napiformis (Pailleux & Bois) Gladis
- Tsa Tsai (Brassica juncea var. tsatsai P.I.Mao, Syn.: Brassica juncea var. strumata M.Tsen & S.H.Lee)

## Evolution und Züchtung
Die Art geht zurück auf die natürliche Hybridisierung zweier verwandter Arten, mit Verdoppelung des Genoms, sie ist also allotetraploid. Eine Elternart ist Rübsen (Brassica rapa), die andere Schwarzer Senf (Brassica nigra). Diese Arten ergeben bei experimenteller Kreuzung Primärhybride, die dem Braunen Senf in ihren Eigenschaften entsprechen. Solche Versuche sind im Rahmen der Pflanzenzüchtung durchgeführt worden, da die Art genetisch sehr uniform und dadurch züchterisch mit klassischen Methoden schwer verbesserbar ist, dafür wird ein doppelter Genetischer Flaschenhals verantwortlich gemacht: ein erstes Mal bei der Hybridisierung, ein zweites Mal bei der Domestizierung zur Kulturpflanze.
Der Braune Senf ist als Kulturpflanze aus archäologischen Ausgrabungen in Indien seit 2300 vor Christus bekannt. Die Herkunft der Art und die Zentren der ersten Kultivierung sind umstritten, einerseits kommt der Nahe Osten, andererseits China, aber auch alle Regionen dazwischen in Frage. Der russische Botaniker Nikolai Iwanowitsch Wawilow, einer der Pioniere der Kulturpflanzenforschung, nahm Afghanistan als Ursprung an. Nach den genetischen Daten ist ein östlicher Ursprung, vermutlich in zwei verschiedenen, unabhängigen Linien, wahrscheinlich, von wo die Pflanze nach Indien und später weiter nach Westen eingeführt wurde oder sich ausbreitete.